# СС Сан Джовани
„Сан Джовани“ (на италиански: Società Sportiva San Giovanni) е футболен клуб от град Сан Джовани сото ле Пене, Сан Марино.

## История
Клубът е основан през 1946 година.  
Домакинските си срещи играе на стадион Борго Маджоре, с капацитет 1 000 зрители. Най-доброто постижение на отбора е второ място през сезон 1985/86. „Сан Джовани“ се явява единственният съществуващ санмарински клуб, който не е печелил нито веднъж шампионата, купата или суперкупата на Сан Марино. 

## Успехи
- Шампионат на Сан Марино: 
  -  Сребърен медал (1): 1985/86
- Купа Титано (Купа на Сан Марино): 
  -  Финалист (1): 2012/13